# Séricorne à gorge jaune
Neosericornis citreogularis
Genre
Espèce
Statut de conservation UICN

 LC  : Préoccupation mineure
Le Séricorne à gorge jaune (Neosericornis citreogularis) est une espèce de passereaux de la famille des Acanthizidae, originaire d'Australie.